# Don Juan (Strauss)
Don Juan, op. 20, è un poema sinfonico in mi maggiore per grande orchestra, scritto dal compositore tedesco Richard Strauss nel 1888. L'opera si ispira a Don Juans Ende, una rappresentazione teatrale basata su un dramma incompiuto del poeta Nikolaus Lenau, a sua volta tratto dalla celebre storia di don Giovanni, nata nella Spagna rinascimentale. Nella versione di Lenau, citata da Strauss all'interno della partitura, la promiscuità di don Giovanni deriva dalla sua determinazione di trovare la donna ideale. Disperato del suo fallimento, alla fine si arrende e pensa di porre fine alla sua vita.
L'opera, composta quando Strauss era appena ventiquattrenne, si rivelò un successo internazionale e stabilì la sua reputazione di importante esponente del modernismo musicale.

## Esecuzioni
La composizione fu eseguita per la prima volta l'11 novembre 1889 dall'orchestra dell'opera di Weimar, diretta dallo stesso Strauss, che all'epoca era maestro di cappella della corte di Weimar
Don Juan venne suonato spesso nei concerti diretti da Strauss, e fu uno dei primi pezzi da lui registrati nel 1917. L'opera fu da lui diretta per l'ultima volta nel 1947, con la BBC Symphony Orchestra nel suo ultimo tour di concerti fuori dalla Germania.
L'esecuzione del poema sinfonico dura all'incirca diciotto minuti. Estratti di Don Juan sono spesso adoperati nelle audizioni di orchestre professioniste, a causa della grande tecnica musicale richiesta per ogni strumento.

## Critica
Sebbene Don Juan si fosse rivelato un innegabile trionfo per Strauss, non mancarono pareri contrastanti. Cosima Wagner, che solitamente supportava Strauss e la sua musica, disprezzò il lavoro perché il suo argomento non si elevava alle idee metafisiche del suo defunto marito Wagner. Il Grove Dictionary of Music and Musicians afferma che «Strauss ha seguito l'estetica di Wagner e Liszt nell'utilizzo di elementi extra-musicali, ma si è rifiutato di sostenere la loro idea di musica come entità sacra; il libertino Don (e Strauss con lui) si limita a prendere in giro il mondo.»
Don Juan è definito dal musicilogo Carl Dahlhaus come un «simbolo del modernismo musicale del fin de siècle», in particolare per la dinamicità delle prime battute.

## Organico

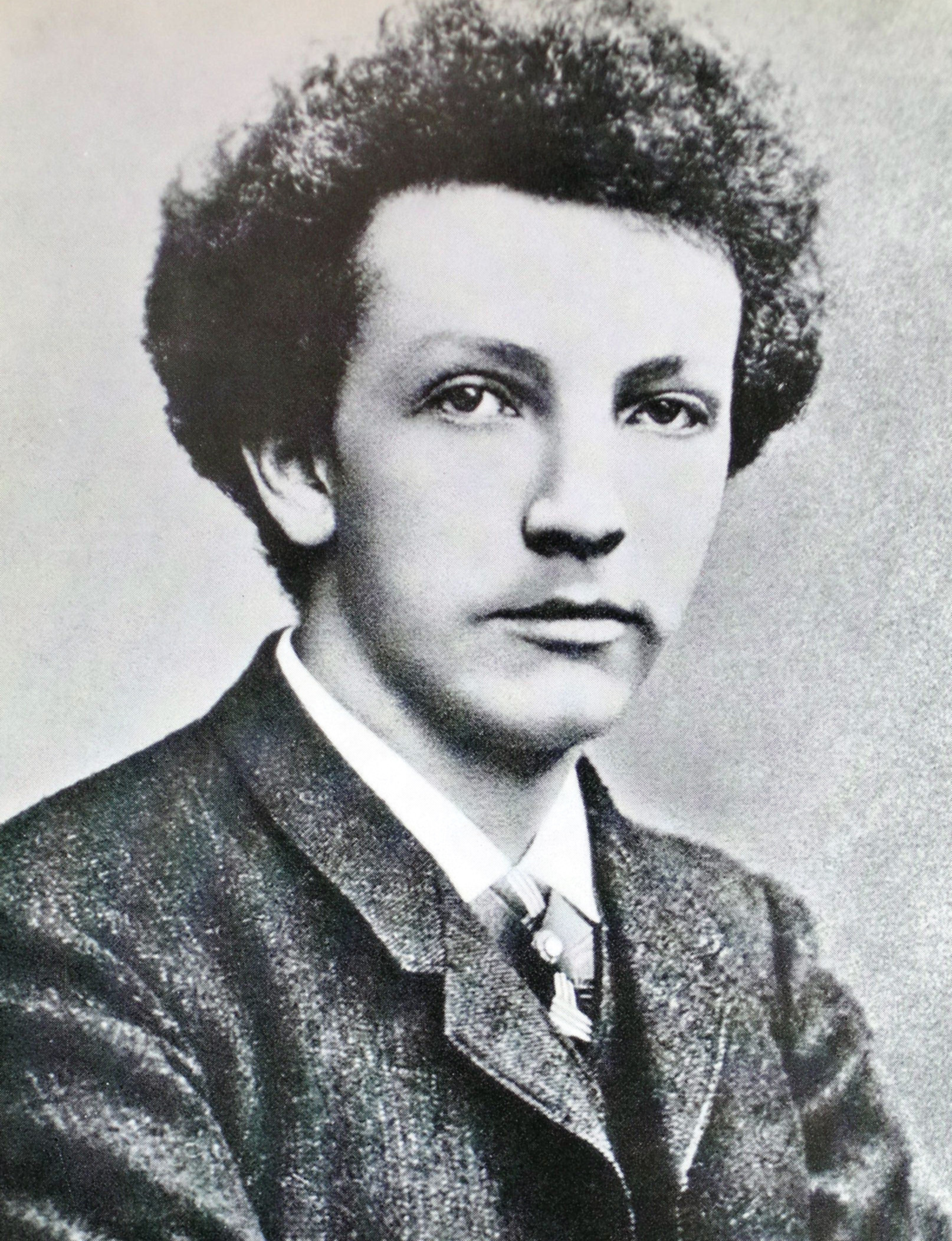
Richard Strauss nel 1888

La partitura richiede i seguenti strumenti:
Legni
- 3 flauti (flauto 3 raddoppia ottavino)
- 2 oboi
- 1 corno inglese
- 2 clarinetti in la e si♭
- 2 fagotti
- 1 controfagotto

Ottoni
- 4 corni in mi e fa
- 3 trombe in mi, fa e do[7]
- 3 tromboni contralto, tenore e basso
- 1 tuba

Percussioni:
- timpani in mi, si e do
- piatti
- triangolo
- glockenspiel

Cordofoni
- arpa
- violini primi e secondi
- viole
- violoncelli
- contrabbassi

## Analisi
La struttura di Don Juan rispecchia fedelmente il drammatico arco narrativo della poesia Don Juans Ende di Nikolaus Lenau. La storia è organizzata da Strauss tramite una sofisticata fusione di elementi del rondò e della forma sonata. I musicologi Bryan Gilliam e Charles Youmans hanno attribuito all'opera le seguenti caratteristiche: «orchestrazione scintillante, temi nitidi e precisi, struttura originale, ritmo incalzante». Il linguaggio musicale è definito  dagli stessi «palesemente figurativo, scherzoso e nel complesso irriverente».
L'opera si apre con un tema vigoroso e vivace degli archi, accompagnato da suggestivi interventi degli ottoni:
Poco dopo questo tema viene abbandonato e sostituito da una romanza del violino solista. Segue una dolce melodia dell'oboe, che indica il legame tra don Juan e la sua amata. Questo momento è interrotto da uno squillante motivo dei corni, che ribattono con un tema fiero ed eroico:
A questo punto Strauss intreccia tra di loro i vari temi con un'orchestrazione ripetitiva e disomogenea. La musica vira improvvisamente in un'atmosfera di calma malinconia, con cui Strauss vuole presagire l'imminente tragedia del destino di don Juan. L'opera termina con amarezza e avvilimento, in modo fedele a quanto raccontato da Lenau nella sua versione della storia. Don Juan, stanco di correre, si arrende volontariamente in un duello e muore colpito dalla spada del padre della sua amata, che vedica così l'onore di sua figlia. La musica rappresenta questa immagine con tono sommesso, quasi emulando l'ultimo respiro del protagonista.